# Copa de Kosovo 2020-21
La  Copa de Kosovo 2020-21 (conocida como Copa DigitAlb por ser patrocinada por la empresa de televisión DigitAlb) fue la edición número 28 de la Copa de Kosovo. El torneo comenzó el 12 de diciembre de 2020 con la segunda ronda y terminó el 12 de mayo de 2021 con la final.

## Sistema de competición
Todos los partidos se están jugando por  eliminación directa a partido único, excepto las semifinales que se jugarán a partido de ida y vuelta. Se jugaron dos rondas previas y otras dos más en la fase final. 

### Clasificación a torneos internacionales
El campeón consiguió un cupo para la Liga Europa Conferencia de la UEFA 2021-22.

## Equipos participantes
Participaron los 10 equipos de la Superliga de Kosovo 2020-21, los 20 de la Liga e Parë 2020-21, 2 equipos de la Liga e Dytë 2020-21 y 8 equipos de la Liga e Tretë 2020-21.
| Superliga (10 equipos)                                                                | Liga e Parë (20 equipos) | Liga e Dytë (2 equipos) | Liga e Tretë (8 equipos)                                                        |
| ------------------------------------------------------------------------------------- | --- | ----------------------- | ------------------------------------------------------------------------------- |
| Arbëria Ballkani Besa Pejë Drenica Drita Feronikeli Gjilani Llapi Prishtina Trepça'89 | Grupo A A&N Drenasi Dukagjini Istogu Liria Malisheva Onix Banjë Trepça Vëllaznimi Vushtrria Grupo B 2 Korriku Dardana Ferizaj Flamurtari KEK Kika Ramiz Sadiku Ulpiana Vitia Vllaznia Pozheran | Sharri Vjosa            | Australia Korenica Kosova VR Lidhja e Prizrenit Mati Opoja Prizreni Tefik Çanga |

## Primera ronda
El sorteo se celebró el 26 de octubre de 2020. En esta ronda participaron 10 clubes, 2 clubes de la Liga e Dytë y 8 de la Liga e Tretë. Los partidos se disputaron el 28 de octubre de 2020.
| Equipo 1           | Resultado    | Equipo 2    |
| ------------------ | ------------ | ----------- |
| Sharri             | 5–2          | Opoja       |
| Lidhja e Prizrenit | 1–1 (1:3 p.) | Mati        |
| Australia          | 5–1          | Tefik Çanga |
| Kosova VR          | 1–0          | Vjosa       |
| Korenica           | 0–2          | Prizreni    |

## Segunda ronda
Participaron los 5 ganadores de la Primera ronda. Los partidos se jugaron en noviembre.
|  | Fase 1    | Fase 1   |           |           | Fase 2 | Fase 2    |  |  | Clasificados | Clasificados |  |
|  |           |          |           |           |        |           |  |  |              |              |  |
|  |           |          |           |           |        |           |  |  |              |              |  |
|  | Mati      | 1        |           |           |        |           |  |  |              |              |  |
|  | Mati      | 1        |           |           |        |           |  |  |              |              |  |
|  | Kosova VR | 4        |           |           |        |           |  |  |              |              |  |
|  | Kosova VR | 4        |           | Kosova VR | 6      |           |  |  |              |              |  |
|  |           |          |           | Kosova VR | 6      |           |  |  |              |              |  |
|  |           |          | Sharri    | 3         |        |           |  |  |              |              |  |
|  | N/A       |          | Sharri    | 3         |        |           |  |  |              |              |  |
|  |           |          |           |           |        |           |  |  |              |              |  |
|  | Sharri    |          |           |           |        |           |  |  |              |              |  |
|  |           |          |           |           |        | Kosova VR |  |  |              |              |  |
|  |           |          |           |           |        |           |  |  |              |              |  |
|  |           |          | Prizreni  |           |        |           |  |  |              |              |  |
|  | Prizreni  |          |           |           |        |           |  |  |              |              |  |
|  |           |          |           |           |        |           |  |  |              |              |  |
|  | N/A       |          |           |           |        |           |  |  |              |              |  |
|  |           | Prizreni | 3 (5)     |           |        |           |  |  |              |              |  |
|  |           |          | 3 (5)     |           |        |           |  |  |              |              |  |
|  |           |          | Australia | 3 (4)     |        |           |  |  |              |              |  |
|  | N/A       |          | Australia | 3 (4)     |        |           |  |  |              |              |  |
|  |           |          |           |           |        |           |  |  |              |              |  |
|  | Australia |          |           |           |        |           |  |  |              |              |  |
|  |           |          |           |           |        |           |  |  |              |              |  |
|  |           |          |           |           |        |           |  |  |              |              |  |

## Dieciseisavos de final
El sorteo estaba principalmente programado para el 27 de noviembre, pero se pospuso para el 8 de diciembre. En esta ronda participaron 32 clubes, los 10 clubes de primera, los 20 de segunda y los 2 ganadores de la Segunda ronda. Los partidos se disputaron entre el 12 y 17 de diciembre todos a las 12:30.
| Equipo 1          | Resultado   | Equipo 2   |
| ----------------- | ----------- | ---------- |
| Vitia             | 2–3         | Ferizaj    |
| Vllaznia Pozheran | 1–4         | Dukagjini  |
| Malisheva         | 2–3 (t. s.) | 2 Korriku  |
| Ulpiana           | 2–0         | Liria      |
| Gjilani           | 5–0         | KEK        |
| Flamurtari        | 2–1 (t. s.) | Drenasi    |
| A&N               | 5–1         | Kika       |
| Besa Pejë         | 0–2         | Istogu     |
| Onix Banjë        | 2–4         | Llapi      |
| Kosova VR         | 2–6         | Prishtina  |
| Dardana           | 0–1         | Ballkani   |
| Prizreni          | 0–4         | Feronikeli |
| Vëllaznimi        | 1–3         | Trepça'89  |
| Drita             | 2–1         | Trepça     |
| Vushtrria         | 0–1         | Drenica    |
| Ramiz Sadiku      | 1–2         | Arbëria    |

## Octavos de final
En los octavos participaron los 16 ganadores de la fase anterior. El sorteo se realizó el 11 de enero a las 13:00, mientras que los partidos se disputaron entre el 9 y 11 de febrero.
| Equipo 1  | Resultado    | Equipo 2   |
| --------- | ------------ | ---------- |
| A&N       | 1–0          | Flamurtari |
| Llapi     | 0–0 (4:3 p.) | Ballkani   |
| Trepça'89 | 4–0          | Ferizaj    |
| Drenica   | 4–0          | Ulpiana    |
| Dukagjini | 3–1          | 2 Korriku  |
| Istogu    | 2–0          | Gjilani    |
| Prishtina | 1–0 (t. s.)  | Drita      |
| Arbëria   | 0–1          | Feronikeli |

## Cuartos de final
En los cuartos participaran los 8 ganadores de la fase anterior. El sorteo se realizó el 18 de febrero a las 12:00, mientras que los partidos se disputaran entre el 17 y 18 de marzo.
| Equipo 1  | Resultado    | Equipo 2   |
| --------- | ------------ | ---------- |
| A&N       | 1–1 (6:7 p.) | Istogu     |
| Trepça'89 | 1–2          | Llapi      |
| Dukagjini | 1–0          | Drenica    |
| Prishtina | 0–0 (4:2 p.) | Feronikeli |

## Semifinal
En las semifinales participarán los 4 ganadores de la fase anterior.
| Equipo 1  | Agr. | Equipo 2  | Ida | Vuelta |
| --------- | ---- | --------- | --- | ------ |
| Istogu    | 0–3  | Dukagjini | 0–3 | –      |
| Prishtina | 4–5  | Llapi     | 2–3 | 2–2    |

## Final
Dukagjini y Llapi disputaran la final el 12 de mayo en el Estadio Fadil Vokrri.
| 12 de mayo de 2021, 20:45 | Dukagjini | 1:1 (0:0) (3:4 p.) | Llapi    | Estadio Fadil Vokrri, Prishtina |                            |
|                           | - 113'    |                    | - 120+1' | Asistencia: 0 espectadores      | Asistencia: 0 espectadores |

| Llapi Campeón 1.° título |